# Didier Gold
Didier Gold (Parigi, 1874 – 2 gennaio 1931) è stato un drammaturgo e paroliere francese.
Nella sua carriera come paroliere ha avuto un sodalizio particolarmente prolifico con il musicista francese Marius Joseph Cazes.
Dal suo dramma teatrale La Houppelande, a una cui rappresentazione Giacomo Puccini assistette a Parigi nel 1912, il compositore italiano trasse ispirazione per la trama de Il tabarro, la prima delle tre opere che compongono il Trittico.

## Opere

### Teatro
- Lily clown, 1 atto in prosa (1904)
- Oui, Benoît!, dramma in un atto (1909)
- La houppelande dramma in un atto (1910)
- Histoire de Manon Lescaut, 5 atti (1913)
- Sainte-Gudule (1914)

### Canzoni
- Fleur du mal (1922) - musica di France Wolter
- Bambina, la marchande de mandarines (1923) - musica di Jean Lenoir
- Blondinette (1923) - musica di Rogelio Huguet y Tagell
- Négrita (1923) - musica di Duarte
- Sérénade des fleurs (1924) - musica di Marius Joseph Cazes
- L'Habit noir (1924) - musica di Rogelio Huguet y Tagell

- Napoletana, Tango Milonga (1925) - musica di Marius Joseph Cazes

- Rien qu'une nuit (1925) - musica di Marius Joseph Cazes
- Sous un clair de lune (1925) - musica di Marius Joseph Cazes
- Dolce seranata (1926) - musica di Marius Joseph Cazes
- Florecilla (Petite fleur) (1926) - musica di Marius Joseph Cazes
- Nina (ôh Nina?), sérénade espagnole (1926) - musica di Marius Joseph Cazes
- Minuit-Tango (1926) - musica di Marius Joseph Cazes
- Nana (1926) - musica di Marius Joseph Cazes
- Napolitana (1926) - musica di Marius Joseph Cazes
- Toute ma vie (1926) - musica di Marius Joseph Cazes
- Il est une maison (1926) - musica di Marius Joseph Cazes
- J'ai peur de toi (1926) - musica di Marius Joseph Cazes
- Le dernier Pierrot (1926) - musica di Dino Rulli
- Ca c'est mon gosse (1927) - musica di Marius Joseph Cazes
- Le chemineau (1927) - musica di Marius Joseph Cazes
- En dansant le Charl'ston (1927) - musica di Marius Joseph Cazes
- Et voilà pourquoi je t'aime (1927) - musica di Marius Joseph Cazes
- Fatalité!  (1927) - musica di Marius Joseph Cazes
- Fox-Gavotte des Petits Lits blancs (1927) - musica di Marius Joseph Cazes
- Il est une maison, mélodie (1927) - musica di Marius Joseph Cazes
- M'amour! M'amour!  (1927) - musica di Marius Joseph Cazes
- Maria!  (1927) - musica di Marius Joseph Cazes
- Nuits d'Orient (1927) - musica di Marius Joseph Cazes
- Si tu voulais (1927) - musica di Marius Joseph Cazes
- Pour ton amour (1927) - musica di Marius Joseph Cazes
- Ton étreinte (1927) - musica di Marius Joseph Cazes
- La valse en sourdine (1927) - musica di Marius Joseph Cazes
- C'est l'oiseau blanc (1927) - musica di Marius Joseph Cazes
- Oh ! ma poupée (Poupée d'amour) (1927) - musica di Marius Joseph Cazes
- C'est en dansant le Black-Bottom (1927) - musica di Emile Simart

- Palafox 22 (1928) - musica di S. Carrere, J. Rica e Y.E. René
- Bïmba (1928) - musica di Franco Silvestri
- Parisette (1928) - testo con Mistinguett, musica di F. Wolter
- Tout ça c'est pour vous (1928) - teso con Mistinguett, musica di José Padilla Sánchez